# Kamo
Kamo (加茂市?) è una città giapponese della prefettura di Niigata.
Lo slogan è "La città del benessere".

## Amministrazione

### Gemellaggi
Kamo è gemellata con:
- Komsomol'sk-na-Amure
- Zibo